# 라트하우스교
라트하우스교(독일어: Rathausbrücke 라트하우스브뤼케[*])는 스위스 취리히의 리마트강을 건너는 보행자 전용 다리이다. 구어체로 그뮈에스브루크 (Gmüesbrugg, 스위스 독일어 ‘야채 다리’)로 명명되었으며, 리마트콰이, 바인광장 및 역사적인 쉬페 지구를 연결하는 인기 있는 공공 광장이다.

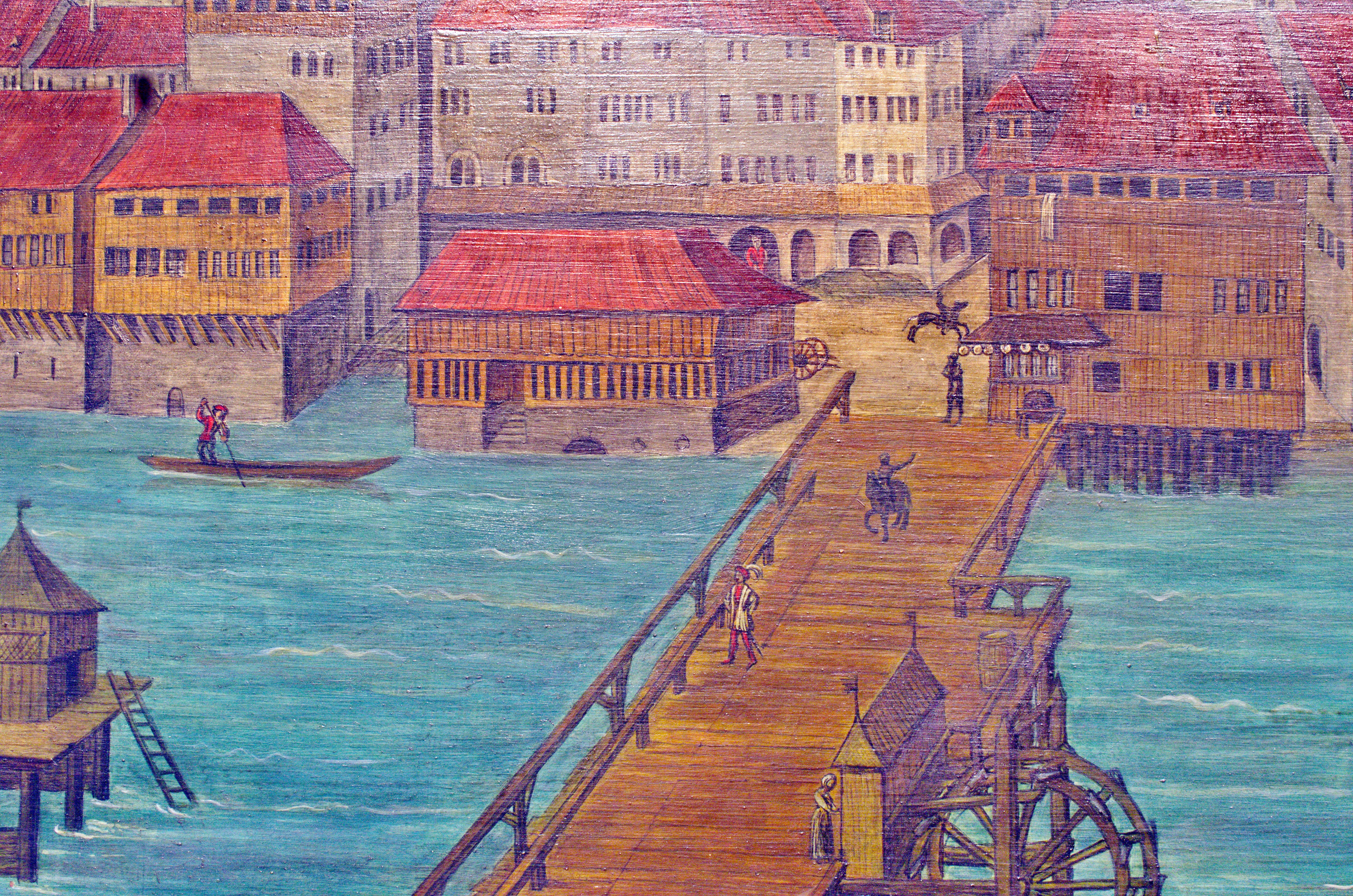
시페와 바인플라츠 사이의 중세 나무다리 그리고 오늘날의 리마트콰이, Altarbilder by 한스 로이 d.Ä., 1498년경

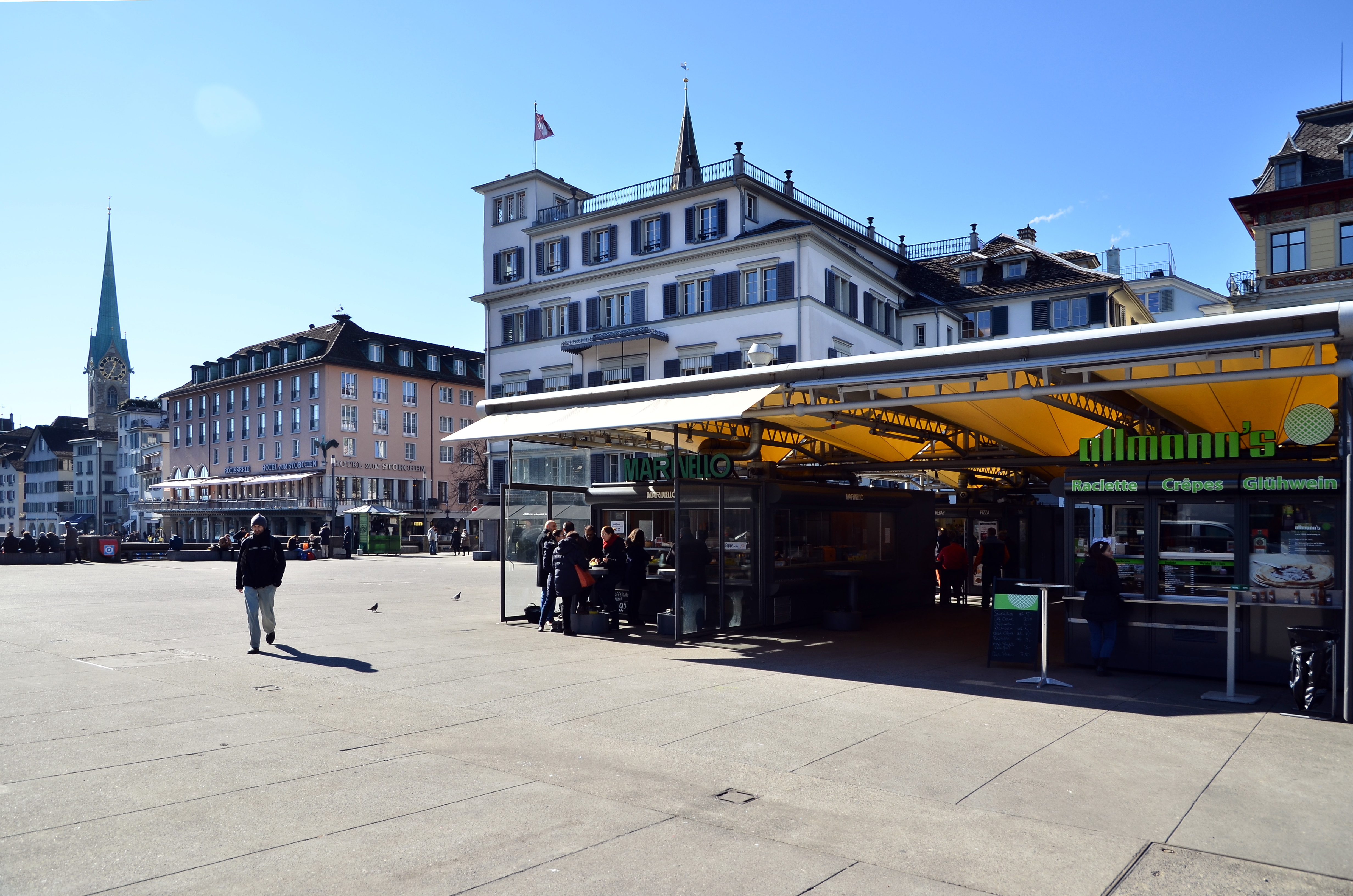
라마트콰이에 본 바인플라츠와 라트하우스교

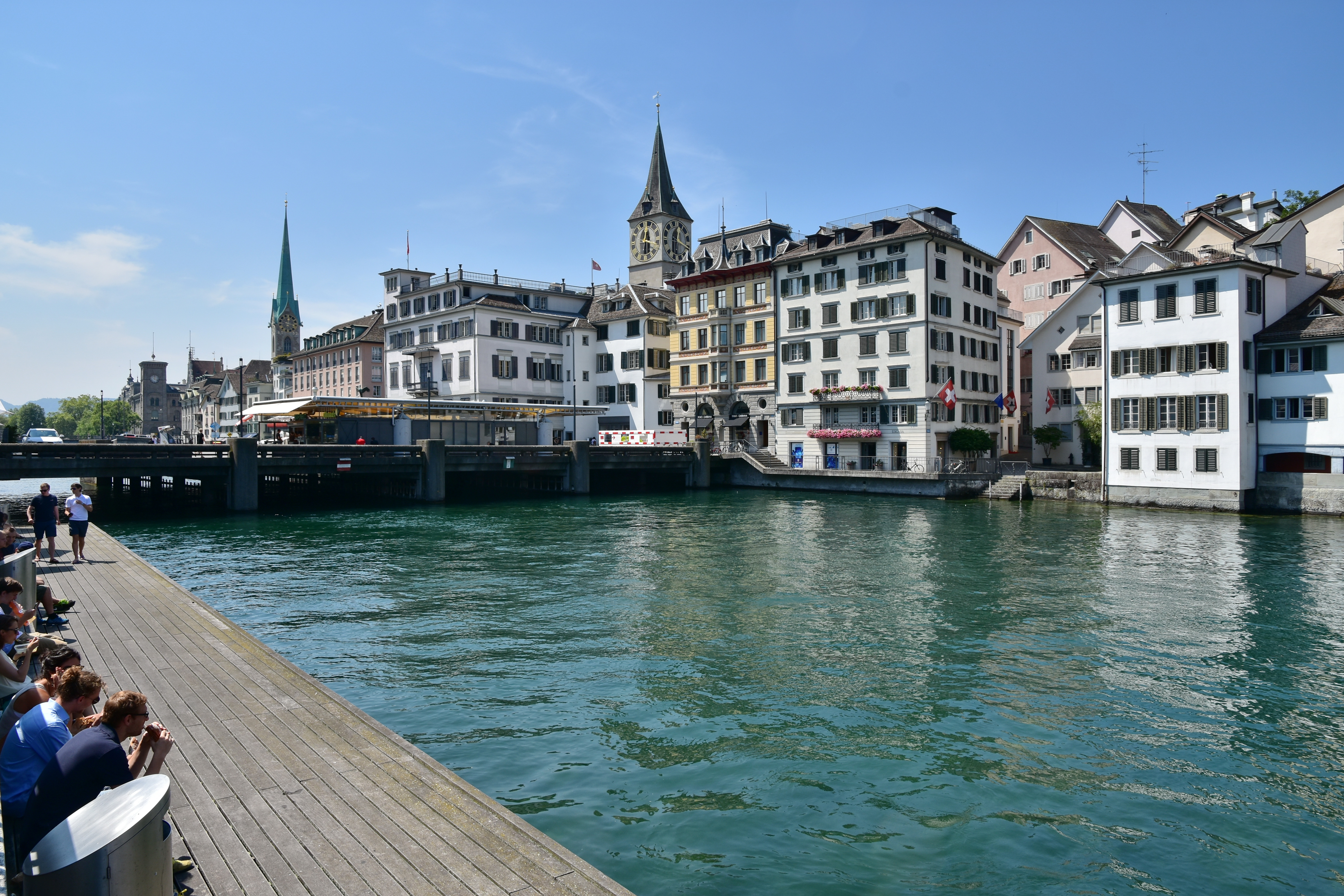
리마트강 상류 리마트콰이에서 본 라트하우스교와 시페

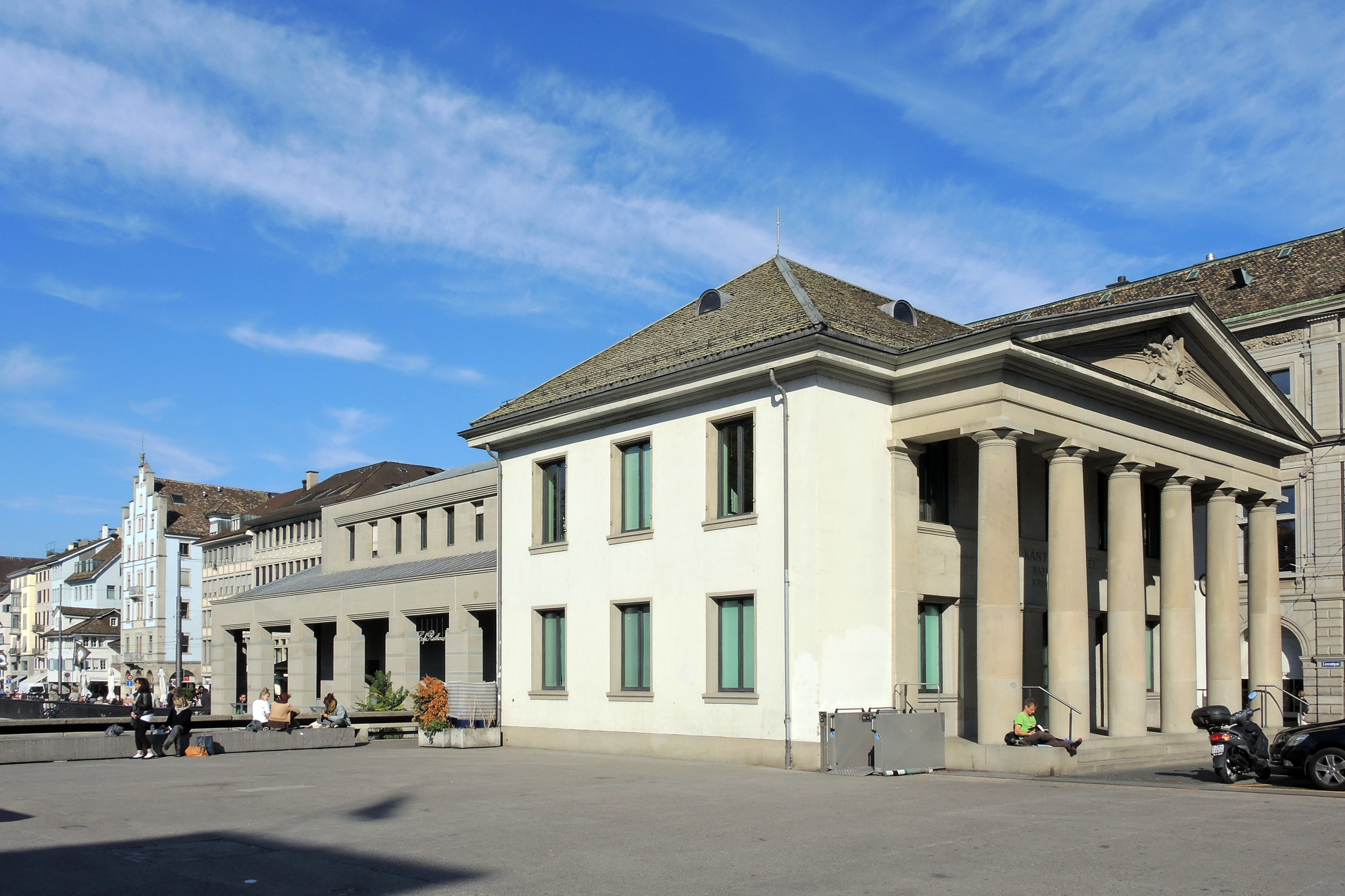
취리히주 경찰서와 인근 까페

## 지리
라트하우스교는 이전에 켈트-로마인의 투리쿰으로 알려졌던 취리히의 역사적 중심지에 있으며, 린덴호프의 남동쪽 기슭에 있으며, 리마트강의 동쪽 은행에 있는 린덴호프 – 바인플라츠 – 뮌스터호프 지역 근처에 있다. 오늘날 다리는 린덴호프 쉬페 지구와 시청사 지구를 연결하는 공공 광장 및 보행자 다리로 사용된다.

## 교통
라트하우스교는 취리히에서 역사적으로 중요한 다리이지만, 현재 트램 철도의 연결점이 아닌다. 귀상장군콰이와 리마트콰이 사이의 도로 교통이나 레미스트라세와 우토콰이에서 오는 차량 모두 라트하우스교를 주요 도로로 사용한다. 취리히 트램 라인 2, 4, 15와 취리히호 해운은 대중교통을 제공한다. 개별 운송은 일반적으로 상업용 운송으로 제한된다. 이 지역은 보행자 구역이므로 하부 리마트콰이와 광장 상류 벨뷰 광장 사이의 차량 통행이 제한된다.

## 건축물
중세 목조 다리의 첫 번째 확장은 1375년과 1420/21년에 수행되었다. 중세 다리는 필요 이상으로 넓었고 한스 로이의 그로스뮌스터 츠뵐프보텐카펠 제단화에서 볼 수 있듯이 외텐바흐 수녀원의 제분소를 수용했다. 유입측의 방파제만 돌로 지어졌으며, 무어러플란(Murerplan)에서 볼 수 있다. 다리의 다른 모든 부분은 대부분 나무로 이루어져 있다. 스키 페로 확장되면서 새로운 트래픽을 수용하기 위해 다리를 확장해야 했다. 1602년부터 1605년까지 다리는 현재 크기로 재건되었다. 다리는 동쪽으로 이전 호텔 춤 슈베르트(현재 상업용 건물)로 연결되어 있고 서쪽으로 오크 판자로 만든 나무 플랫폼으로 연결되어 있다. 시청과 주경비 초소 사이의 다리 부분은 돌로 재건되었다. 1881년부터 1893년까지 나머지 목조 다리는 주철 구조로 대체되었다. 오래된 가판대와 상점은 카페와 위생 시설을 포함한 현대적인 상업용 건물로 천천히 교체되었다. 1972년에 다시 한 번 다리를 재건할 필요가 생겼다. 철근 콘크리트로 만들어진 새로운 디자인은 건축가 마누엘 파울리가 디자인하여 1973년에 완성되었다.

## 역사
다리는 일반적으로 스위스 독일어로 ‘아채 다리’라는 의미의 그뮈에스브루크로 알려져 있다. 다리의 중세 시장 이름을 따서 이름을 얻었다. 그러나 그 위치의 첫 번째 다리는 로마 시대에 건설되었을 수 있다. 중세 시대에는 "상부 다리"라고 불리는 뮌스터교 리마트강 교차로와 대조적으로 운테레교 또는 "하부 다리"로 명명되었다. 그것은 나중에 1692년과 1698년 사이에 지어진 시청인 시청사의 이름을 따서 이름이 바뀌었다.

## 볼거리
오늘날 광장은 공공 광장으로 사용되며, 보행자 구역이다. 라트하우스교는 또한 수많은 지역 축제와 공개 행사의 무대 역할을 한다. 이전 로터 투름이 있던 자리에 호텔 춤 슈토어헨이 세워졌다. 건물 맞은편에는 중세 뮐너 가문의 옛 자리인 하우스 춤 슈베르트가 있으며, 취리히 깃발에 있는 칼집의 이름을 따서 명명되었다.

### 바인플라츠
아래쪽 다리 앞 광장, 그 후 오래된 코른하우스플라츠는 중세 시대에 곡물과 야채 상점으로 사용되었으며, 1630년에 지역 와인의 공개 시장인 현재의 바인플라츠 광장이 되었다. 1647년 시장을 뮌스터호프 광장으로 이전했음에도 불구하고 이름은 여전히 동일하다. 일부 중세 자료에서는 13세기 초에 라퍼스빌 가문이 취리히의 자리로 사용한 ‘빨간탑’을 의미하는 로터 투름 건물에 대해 언급하고 있다. 훨씬 후에 그것은 '문학 카페'가 되었고 철거되었다. 아직 고고학적으로 입증되지는 않았지만, 역사가들이 제안한 바인 광장(바인플라츠)은 이전 민간 항구이기도 했다. 켈트-로마 정착촌 투리쿰, 그래서 바인플라츠라는 용어는 고대 의미를 가질 수 있다.

## 재건
2015년 7월에 시 당국은 콘크리트 건설이 현대 홍수 규정을 충족하지 않기 때문에 교량을 재건하거나 교체할 계획을 발표했다.